# Richmond Kickers
Richmond Kickers Soccer Club, mais conhecida como Richmond Kickers, é um clube de futebol da cidade de Richmond, Virgínia, Estados Unidos. É junto com o Charleston Battery, o time profissional mais velho atuando continuamente nos Estados Unidos. Suas cores são vermelho e branco

## História
O clube foi fundado em 1993 e teve nesse ano sua estreia na United States Interregional Soccer League (USISL), que na época representava a terceira divisão nos Estados Unidos. Suas partidas eram realizadas no estádio da Universidade de Richmond. Já em 1995 a equipe saiu da USISL e se transferiu para a PDL, onde ficou entre 1995 e 1996. Ainda em 1995 o clube conquistou o maior título de sua história, a US Open Cup, vencendo o El Paso Patriots na decisão.
Em 1997 o Richmond Kickers mudou-se para a A-League, torneio que permanece até hoje, acompanhando todas as mudanças de nome, de A-League para USL First Division, USL Pro e atualmente apenas USL. Desde 2013 a equipe é filiada ao time da Major League Soccer D.C. United 

## Títulos
Campeão Invicto
| NACIONAIS      | NACIONAIS                | NACIONAIS | NACIONAIS  |
|                | Competição               | Títulos   | Temporadas |
| -------------- | ------------------------ | --------- | ---------- |
| Estados Unidos | Lamar Hunt U.S. Open Cup | 1         | 1995       |
| Estados Unidos | USL Second Division      | 2         | 2006, 2009 |